# Juan Fernández-øerne
Juan Fernández-øerne (spansk: Archipiélago Juan Fernández) er en øgruppe i Stillehavet 670 km vest for Chile, som øerne tilhører. Øgruppen består af Alejandro Selkirk-øen (49,5 km²), Robinson Crusoe-øen (47,9 km²), Santa Clara-øen (2,2 km²) samt Juanango-skæret. Kun de to største af øerne er beboet, og af den samlede faste befolkning på 900 indbyggere bor størstedelen i hovedbyen, San Juan Bautista, der ligger på Robinson Crusoe-øen. Øgruppen er en del af Valparaíso-regionen og udgør sammen med de ubeboede Desventuradas-øer en kommune med navnet Juan Fernández i Valparaíso-provinsen.
Øerne er især kendt for at have været hjem gennem mere end fire år fra 1704 for den skibbrudne Alexander Selkirk, hvis skæbne kan have været forlæg for romanen Robinson Crusoe af Daniel Defoe.
Befolkningen på øerne lever primært af turisme og fiskeri.